# Der Schamane und die Schlange – Eine Reise auf dem Amazonas
Der Schamane und die Schlange – Eine Reise auf dem Amazonas (Originaltitel El abrazo de la serpiente) ist ein kolumbianischer Abenteuerfilm, der am 15. Mai 2015 im Rahmen der Internationalen Filmfestspiele von Cannes seine Premiere feierte, am 25. Mai 2015 in die kolumbianischen Kinos und am 21. April 2016 auch in die deutschen Kinos kam. Der Film basiert auf den Tagebüchern des deutschen Anthropologen und Forschungsreisenden Theodor Koch-Grünberg und des US-amerikanischen Biologen Richard Evans Schultes und wurde im Rahmen der Oscarverleihung 2016 in der Kategorie Bester fremdsprachiger Film nominiert.

## Handlung
Der deutsche Anthropologe und Völkerkundler Theodor Koch-Grünberg reist zu Beginn des 20. Jahrhunderts nach Südamerika, um dort das Verhalten der Eingeborenen in der Region des Amazonas zu studieren und hier vielleicht von seiner seelischen Erkrankung geheilt zu werden, denn er hat von einer Pflanze gehört, die im Regenwald wachsen soll und von der er sich eine Veränderung seines Zustandes erhofft. Dort trifft er auf den Schamanen Karamakate und lässt sich von ihm und seinem Stamm kurz Theo nennen. Weil Theo noch nie geträumt hat, weder im Schlaf noch im wachen Zustand, glaubt Karamakate, er werde von seinem kranken Geist befreit, wenn er erst einmal zu träumen gelernt habe. Er versucht eine Veränderung herbeizuführen, indem er Theo psychoaktive Pflanzen verabreicht. Nachdem Theo eines Abends mit den Einheimischen gegessen, gesungen und getanzt hat, bemerkt er am nächsten Morgen, dass sein einziger Kompass gestohlen wurde. Theo weiß sofort, wer für den Diebstahl verantwortlich ist und auch warum. Die Einheimischen am Amazonas orientieren sich an der Sonne und am Wind. Theo möchte den Kompass nicht bei ihnen zurücklassen, weil er befürchtet, dass, wenn sie einen Kompass verwenden, dieses Wissen verloren gehen könnte. Theo diskutiert mit dem Anführer und verlangt die Herausgabe des Kompasses, gibt dann jedoch auf und bricht schließlich ohne die Navigationshilfe auf. Karamakate weist ihn darauf hin, dass die Weißen es nicht verhindern können, dass sie Neues lernen, da Wissen allen Menschen gehöre.

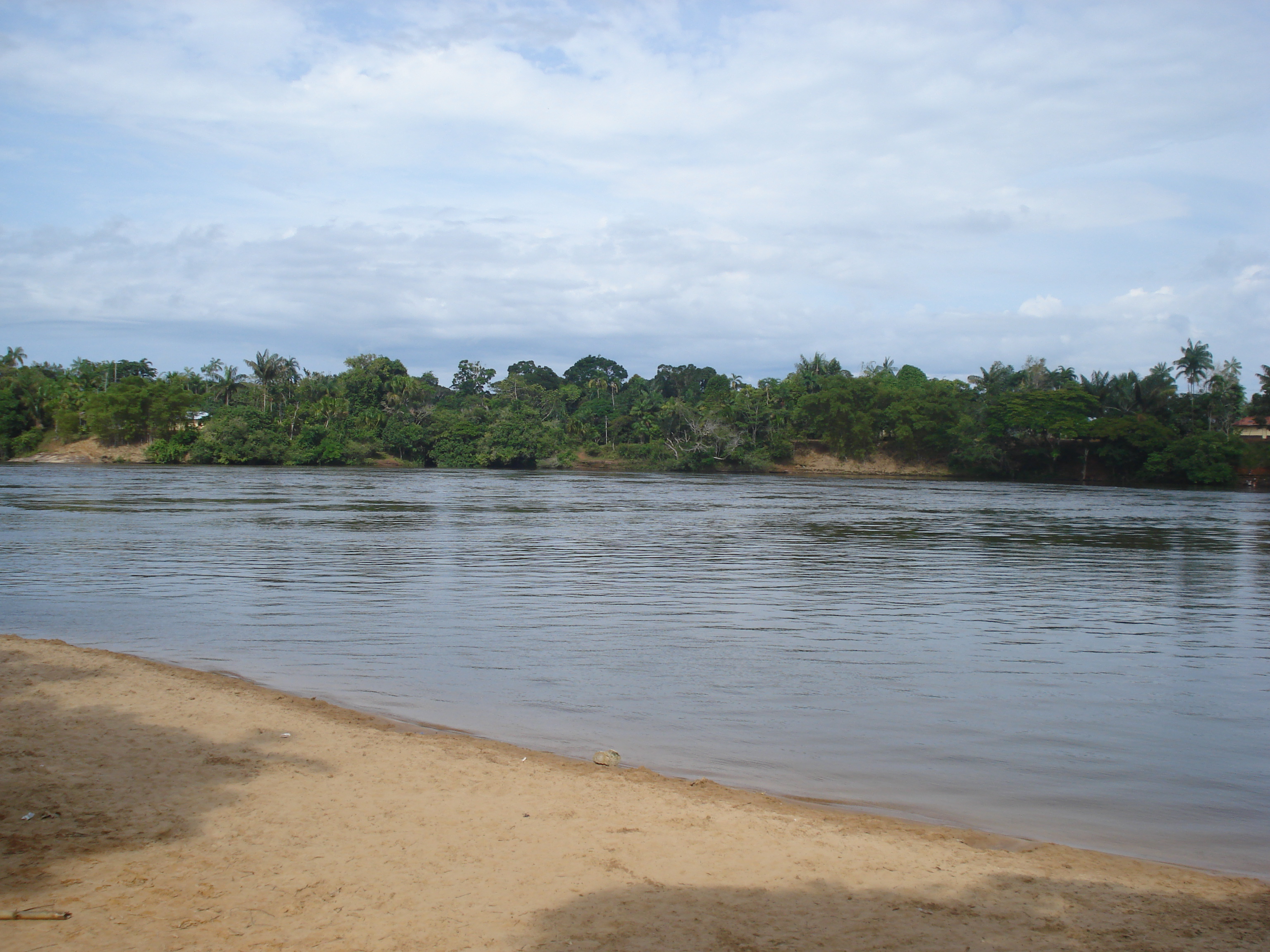
Einer der Drehorte: der Río Vaupés, ein Nebenfluss des Amazonas

Fast 40 Jahre später bricht der amerikanische Biologe Richard Evans Schultes ebenfalls zum Amazonas auf, um die Verwendung von Pflanzen durch die dort lebenden Menschen und deren Heilwirkung näher zu untersuchen. Schultes trifft hierbei auf Karamakate und damit den gleichen Schamanen, auf den zuvor schon Koch-Grünberg getroffen war und der als letzter Angehöriger seines Stammes überlebt hat. Kolonialisten haben seinen Stamm ausgerottet und aus dem wütenden, jungen Karamakate ist ein geknickter, von Selbstzweifeln geplagter Mann geworden. Er empfindet sich nunmehr selbst als chullachaqui, was seelenloser Wiedergänger bedeutet, und hat auch den Zugang zur Geisterwelt verloren. Karamakate hatte bereits damals gewusst, dass Fortschritt immer auch Zerstörung bedeutet und dass es fast immer nur die Suche nach Kautschuk war, die die Wissenschaftler in den Regenwald brachte. So bedeutet Kautschuk für ihn Tod. Das Einzige, was sich Karamakate bewahren konnte, ist sein Wissen, besonders das über Heilpflanzen und solche mit halluzinogener Wirkung.
Was Richard und Theo über die Zeit hinweg miteinander verbindet, ist nicht nur ihr Wissensdurst über die Naturvölker des Amazonas, sondern auch die Suche nach einer Heilpflanze, und noch immer kann sich Karamakate an der Sonne und am Wind orientieren und besitzt auch noch sein Wissen über die Heilkraft der Pflanzen, aber auch über deren berauschende Wirkung. Bei der gemeinsamen Suche nach der Pflanze Yakruna durchstreifen Richard und Karamakate die dichten Wälder des Regenwaldes, passieren majestätische Berge und erleben die unbändige Wildheit des Wassers, und nach und nach entdeckt auch Karamakate wieder seine Identität.

## Produktion

### Stab und Besetzung
Der kolumbianische Filmregisseur Ciro Guerra, der an der Universidad Nacional de Colombia Kino und Fernsehen studierte, übernahm neben der Regie auch die Drehbucharbeiten.

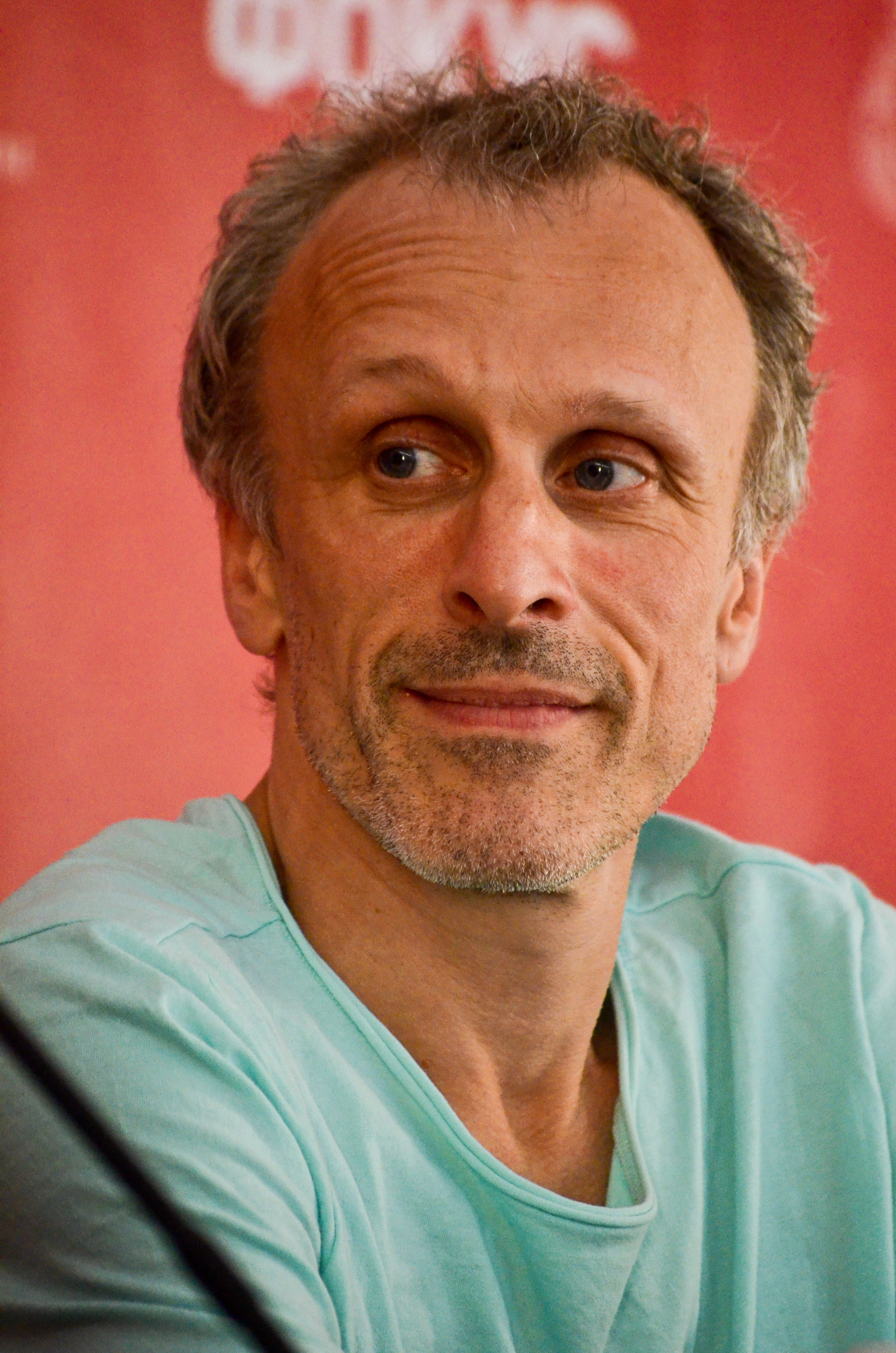
Jan Bijvoet übernahm die Rolle von Theodor Koch-Grünberg

Der belgische Schauspieler Jan Bijvoet übernahm die Rolle des Anthropologen und Völkerkundlers Theodor Koch-Grünberg, der im Film nur Theo genannt wird. Die Rolle von Richard Evans Schultes, der im Film unwissentlich den Spuren Koch-Grünbergs folgt, übernahm der gebürtige US-Amerikaner Brionne Davis. Den, beiden Forschern in einem zeitlichen Abstand von fast 40 Jahren begegnenden, Schamanen Karamakate verkörpern in jungen Jahren der kolumbianische Schauspieler Nilbio Torres Vargas vom Volk der Cubeo, der in der Nähe von Bogotá geboren wurde, und im Alter Antonio Bolívar Salvador, einer der wenigen Überlebenden der Ocaina Kolumbiens, der, bevor er die Rolle im Film übernahm, in der brasilianischen Stadt Tabatinga als Gärtner des örtlichen Krankenhauses tätig war.

### Dreharbeiten
Die Dreharbeiten fanden in den Amazonasregionen Kolumbiens statt. Sieben Wochen drehte man im Departamento del Vaupés, vorwiegend am Río Vaupés, einem Nebenfluss des Amazonas, der Teil der Grenze zwischen Kolumbien und Brasilien ist, und am Fluvial der Gemeinde Inírida, einem Feuchtgebiet am Amazonasbecken. Eine weitere Woche wurde in Guainía und in Cerros de Mavicure gefilmt. Der Film wurde in Schwarz-Weiß gedreht, was die beiden Zeitebenen im Film visuell verbindet. Nur eine Traumszene ist in Farbe. Die Produktionskosten des Films betrugen umgerechnet 1,4 Millionen US-Dollar.

### Filmmusik
Der Soundtrack zum Film stammt von Nascuy Linare und wurde am 22. Januar 2016 in einer digitalen Version veröffentlicht.
Titelliste des Soundtracks
1. Embrace of the Serpent (Theme)
2. Trance (Trance Aereo)
3. Dantesque Celebration (Fiesta Dantesca)
4. Acoutic River (Tema Brujula)
5. Dudamel: Let the Children Play (End)
6. Dudamel: Let the Children Play (Isla y Paramo)
7. Dudamel: Let the Children Play – Sarabande (basierend auf einem Stück von Georg Friedrich Händel)
8. Dudamel: Let the Children Play (Arpegios)
9. Dudamel: Let the Children Play (Minor)

### Veröffentlichung und Marketing
Der Film feierte am 15. Mai 2015 im Rahmen der Internationalen Filmfestspiele von Cannes seine Premiere und kam am 25. Mai 2015 in die kolumbianischen Kinos.
Im Februar 2016 wurde der Film bei den Internationalen Filmfestspielen Berlin im Rahmen der Sonderreihe NATIVe – A Journey into Indigenous Cinema gezeigt, die sich auf filmische Erzählungen indigener Völker auf der ganzen Welt konzentriert. Anfang März 2016 erschien ein erster deutscher Trailer zum Film. Am 21. April 2016 kam der Film in die deutschen Kinos.

## Rezeption

### Kritiken
Der Film konnte 96 Prozent der 149 Kritiker bei Rotten Tomatoes überzeugen, bei einer durchschnittlichen Bewertung von 8,3 der möglichen 10 Punkte, und war damit einer der am besten bewerteten Filme des Jahres 2016. Barbara Oswald erkennt im Film eine scheinbare Unvereinbarkeit zweier Weltauffassungen und eine große Skepsis großer Teile der indigenen Bevölkerung gegenüber den europäischen Besetzern und der von ihnen mitgebrachten Wissenschaft, die der vorurteilsbelastete Karamatake dieser gegenüber zum Ausdruck bringt, der beiden Wissenschaftlern gegenüber anfangs sehr misstrauisch ist. Martin Gobbin vergleicht den Film mit Werner Herzogs Aguirre, der Zorn Gottes von 1972 und Apichatpong Weerasethakuls Tropical Malady von 2005, erkennt aber auch die sehr eigene Machart und den gesellschaftskritischen Wert des Films: Ciro Guerras Wut über den Kolonialismus ist in vielen Szenen spürbar, und die drastischen Darstellungen vermitteln das Unrecht auf sehr emotionale Weise.

### Auszeichnungen (Auswahl)
Festival Internacional de Cine de Mar del Plata 2015
- Auszeichnung als Bester Film[13]

International Film Festival of India 2016
- Auszeichnung mit dem Goldenen Pfau als Bester Film

Oscarverleihung 2016 
- Nominierung in der Kategorie Bester fremdsprachiger Film

Sundance Film Festival 2016
- Alfred P. Sloan Feature Film Prize